# 港台電視34
港台电视34（英語：RTHK TV 34）是香港电台拥有的一条免费数字电视频道，于2022年6月17日開始試播并于2022年7月1日正式开播。
本頻道和港台電視33一樣為轉播性質的頻道，全天候24小時转播中国环球电视网纪录频道（CGTN Documentary）。

## 历史

### 转播中国环球电视网纪录频道
2022年6月17日凌晨，频道試播，試播期間只有中英文紅色字「港台電視34 即將啟播」及「RTHK TV34 Coming Soon」的靜態畫面。
2022年6月24日，中央广播电视总台在其举行的“CGTN纪录频道和粤港澳大湾区之声频率在港落地发布仪式”上正式宣布，由香港电台通过香港地面数码电视平台转播CGTN纪录频道。此前港台曾以港台电视33转播过该频道，但后来以“多数香港本地观众倾向于收看中文节目”为由，而于2017年5月29日改为转播CCTV-1。
2022年6月24日12:00，港台电视34開始轉播CGTN纪录频道，並於台徽下方加上「訊號測試」；7月1日0:00取消测试字样，正式播出。

## 節目
主要播放中央電視台及其所屬機構（如中國國際電視總公司、中央新影集團）所製作，或由海內外其它紀錄片製作機構或電視台製作，央視擁有全球播放權的紀錄片。以下來源於CGTN紀錄頻道官方網站：
・Today's Top Pick
・Humanities and Geography
・Living China
・Special Edition
・Journeys and Discoveries
・History in the Frame
以下為部分曾於CGTN紀錄頻道播放的紀錄片（除特別註明外，其餘紀錄片均由中央電視台及其所屬機構（如中國國際電視總公司、中央新影集團）所製作）：
・航拍中國（Aerial China）
・超級工程II（China's Mega Projects II）
・超級工程III（China's Mega Projects III）
・如果國寶會說話（Every Treasure Tells a Story）
・中國通史（A History of China）（電影頻道節目中心出品）
・與全世界做生意（A Biz Date with the World）
・零零後（Millennium Children）
・自然的力量（Wild Wonders）
・創新中國（China Reinvents Itself）
・茶，一片樹葉的故事（Tea: Story of the Leaf）
・西洋鏡：外國攝影師眼中的中國（Zoetrope, China in the Eyes of Foreign Photographers）
・一城一味（One City, One Flavor）
・少年與馬（The Horseboy）
・大後方（China's Home Front）
・我的牛頓教練（My Coach Newton）
・我從漢朝來（Echoes of the Han）
・119!（Blazing Hearts）
・滔滔小河（An Endless River）
・粉墨人生（Peking Opera: Behind the Greasepaint）
・三國的世界（The World of the Three Kingdoms）
・牦牛（Yaks on the Tibetan Plateau）
・傑克卡特的生命（Survival: Life in a Xinjiang Desert）
・世界上的另一個我（Another Me in This World）
・海路（Sea Routes）
・邂逅（A Chance of Encounter）
・城市24小時（24 Hours in the City）
・北極，北極！（Rediscovering the Arctic）
・瘋狂攝影師（Picture Crazy）
・城市夢想（Big City Dreams）
・舌尖上的中國（A Bite of China）
・舌尖上的中國II（A Bite of China II）
・過年（第二季）（Ringing in the New Year, Chinese Style II）（吉林電視台出品）
・錦繡紀（Historical Yarns）
・我們的小學（Our Primary School）
・園林（Chinese Garden）
・絲路，重新開始的旅程（Silk Road: The Journey Goes On）
・秦腔（Qinqiang Opera）
・天路故事（The Railway in the Sky）
・簡丹，向死而生（Jian Dan, Being Toward Death）
・貢秋卓瑪（A Tibetan Girl in Beijing）
・手術200年（200 Years of Surgery）
・一條河，一座城（A River, A City）
・南洋家書（Family Letters from Southeast Asia）（廈門廣播電視集團出品）
・百年警察之武漢1911（New Force, New Era: Wuhan 1911）
・特殊職業（A Job Like No Other）
・最後的蒸汽小火車（The Last Little Locos）
・中國隊長（China's Captain Courageous）
・問禪大洪山（Buddhism in Mount Dahongshan）
・尋找女兒國（The Kingdom of Women）
・書迷（Bookworms）
・環球同此涼熱（Between Man and Nature）
・魅力辛巴威（Glamorous Zimbabwe）
・百年易俗社（The Yisu Opera Troupe）
・火焰上的歌者（The People's Musician: Nie Er）
・青色之海（The Blue Sea in the Sky）
・梁思成林徽因（Liang and Lin）
・敦煌伎樂天（Dunhuang: History's Heavenly Stage）
・野性「淘淘」（Tao Tao's Return to the Wild）
・手藝（Handicrafts）
・古村荻港（Digang, an Ancient Chinese Village）
・採集部落闖海人（Sea Adventurers）
・合唱團（The Choir）
・檔口生存記（The Survival of the Stalls）
・兩個人的郵局（A Post Office of Two People）
・南明河（Along the Nanming River）
・澶淵之盟（The Chanyuan Treaty）
・美麗克什克騰（Wild Hexigten）
・青城記憶（Memory of the Blue City）（呼和浩特市委宣傳部和中經全媒體聯合攝製）
・風追司馬（The Story of Sima Qian）
・你好陌生人（People You Meet）
・特日格樂（The Moon Also Shines）
・蔚藍之境（The Blue World）
・記住鄉愁（Rediscovering Home Truths）
・閩台祖地（Gushi County, Ancestral Home of the People of Fujian and Taiwan）
・當羅浮宮遇見紫禁城（When the Louvre Meets the Forbidden City）
・魅力阿根廷（Glamorous Argentina）
・中國之新（New Face of China）
・小海鮮（The Taste of the Sea）
・蘇東坡（Su Dongpo)
・行走的風景（Changing Times）（新華社製作）
・有一種生活叫訂製（Custom-made for Life）
・拯救查干淖爾（Rescuing Chagannao'er Lake）
・廣州故事（Guangzhou Stories）
・武漢戰役紀（The Lockdown:One Month in Wuhan）
・即將畢業的啟智班（Flying the Nest）
・皇城邊的村落（The Hamlets of Beijing）
・魅力斯洛維尼亞（Glamorous Slovenia)
・造物者（Makers: Craftsmen’s Chronicles)
・瀚海綠洲（Blades of Grass）
・金沙迷霧（The Mysterious Jinsha）
・問道樓觀（The Heart of Taoism）
・秘境廣西（Mysterious Guangxi）
・消失的古國（The Lost Kingdoms）
・海外學者看中國（China in the Eyes of Foreign Scholars）
・我們在延安（Yan'an Chronicles）
・傳承（Cultural Inheritance）
・玩味京城 第二季（City of Joy II）
・美麗西江（The Beautiful Xijiang River）
・新青年，老手藝（Old Crafts, Young Masters）
・戰場記憶—俄羅斯二戰老兵口述歷史（Recollections of WWII, Russia）
・返本還源（Feet on the Ground, Eyes to the Future）（鳳凰衛視製作）
・魅力萬那杜（Glamorous Vanuatu）
・大運河（The Grand Canal）
・花開中國（Signature Flowers of China）
・美麗鄉村（Back to the Village）
・江山多嬌 - 長征中的那山那水那路（Land So Rich in Beauty:Stories of the Long March）
・印記（Heritage of Hunan）
・嗨！東協（Hi ASEAN:the Belt and Road Tour）（北京電視台出品）
・魅力柬埔寨（Glamorous Cambodia）
・本草中華（Medicinal Herbs of China）（上海紀實頻道所屬「雲集將來傳媒公司」和愛奇藝聯合出品）
・中國女紅（Magic at Their Fingertips）
・這裡是新疆（This is Xinjiang）
・西北孔道（China's Secret Lifeline）
・魅力印度尼西亞（Glamorous Indonesia）
・業內人士（Insiders）
・追尋宋金時代的別樣生活（Unsung Triumphs of the Song）
・蘇州影像志（Shades of Suzhou）
・中國古建築（Ancient Chinese Architecture）
・光陰的故事-中越情誼（Story of Time: China -Vietnam Friendship）
・天山走廊（Mysteries of the Tianshan）
・法醫宋慈（Song Ci, the Coroner）
・光影追夢人（Shadow Puppetry Dreamers）
・阿斯哈圖石林（Stone Forest of Arshihaty）
・正義之劍 — 戰後中國對日戰犯審判檔案揭秘（Japanese War Criminals on Trial）
・南僑機工—被遺忘的衛國者（The Overseas Transport Volunteers）
・成本華 — 一個被遺忘的抗日女兵（Cheng Benhua, Forgotten Female Soldier）
・神秘的草原石窟（Mysterious Grassland Grottoes）
・濠江故事（Macao: From Yearning to Fulfilment）
・魅力巴布亞紐幾內亞（Glamorous Papua New Guinea）
・小崗紀事（Xiaogang Village Today）
・開啟時間的封印（Opening the Seal of Deep Time）
・納西鷹獵（Naxi Eagle Hunters）（昆明蹊徑文化傳播有限公司與雲南師範大學傳媒學院聯合製作）
・七三一（Unit 731）
・夫妻搭檔（Couples）
・鴨綠江紀事（Chronicles of the Yalu River）
・螃蟹的征途（The Journey of Crabs）
・N帕斯卡（Under Pressure）
・永遠的香格里拉（Shangri-La Forever）
・西藏發現（Discovering Tibet）
・茅山（Tales from Maoshan）
・阽危之域（Uncharted Waters）（鳳凰衛視製作）
・大數據時代（The Big Data Era）
・我給祖國唱首歌（Singing for My Motherland）
・乘著綠皮車去旅行（The Slow Train Home）
・村裡達人 第二季（Village Experts II）
・湘西（The Flavor of Western Hunan）
・納西故事（Naxi Story）
・活佛轉世 - 達賴喇嘛是如何產生的（The Reincarnation of Living Buddhas - How is the Dalai Lama chosen）
・南洋共商（Hand in Hand to A Brighter Future）（鳳凰衛視製作）
・有個學校叫南開（Nankai - A School’s Odyssey）
・抗美援朝保家衛國（Aid Korea, Resist the US, Keep China Safe）
・武則天之謎（Wu Zetian）
・大風歌 - 中國一戰滄桑錄（Chinas Struggles in World War One）
・青春鸚哥嶺（Yinggeling Conservation Area）
・2020 我們的脫貧故事（Stories of Poverty Alleviation in the year 2020）
・中國扶貧故事（China Stories of Poverty Alleviation）
・自然守望者 第四季（Nature Wardens IV）
・和你在一起（I'm Here for You）
・中國手作 第一季 - 木作（Chinese Handicraft·Woodworking）
・紅色通道（Healthy Vessels, Healthy Heart）
・魅力巴貝多（Glamorous Barbados）
・阿炳傳奇（Legend of Abing）
・長安街（Changan Avenue）
・金融風波1948（1948:The Road to Ruin）
・他們與天地永存（Heroes 1931-1945）
・玩轉體育（The Joy of Sports)
・晉陽傳奇（Beneath The Yellow Earth）
・貝家花園往事（Tales from the Western Hills）
・微觀世界（A Micro-universe）
・武功山（Wugong Mountains）
・天涯廚王（The Wandering Chef’s Yunnan Adventure）
・音樂公路之旅（The Music Highway）
・法租界巡捕房（The French Concession in Shanghai:Tales from the Police Station）
・古代國家工程礦冶傳奇（The Legend of Mining and Metallurgy)
・圍棋（The Game of Go）
・廣府春秋（Memoirs of Guangdong）
・大工告成 北京大興國際機場（Beijing Daxing International Airport – Airport of the Future）
・魅力斯里蘭卡（Glamorous Sri Lanka）
・超級裝備（Mega Equipment）
・百年巨匠（20th Century Masters）
・紅色追夢人（The Allure of the Red Dream）
・花開中國（Signature Flowers of China）
・生命之鹽（Salt for Life）
・魅力希臘（Glamorous Greece）
・世界上的另一個我·南美季（Another Me in the World ·South America）
・天下媽祖（Mazu and the World under Her Wing）
・醫院裡的故事（Lifesavers）
・功夫少林（The Kung Fu Shaolin）
・雲上的樂聲（Musical Breakthroughs）
・北斗（BeiDou Navigation Satellite System）
・尋找潘德明（In Search of Poon Tuck-ming）
・皇后大道中18號（No.18 of Queen's Road）
・城門幾丈高（The City Wall is Falling Down）
・昆蟲的盛宴（A Feast of Insects）
・陸渾戎探秘（Discovering Luhunrong Tribe）
・文學的故鄉（The Homeland of Literature）
・大儒朱熹（The Master Confucian Zhu Xi）
・情暖濠江（Macao: Better Every Day）
・我們走在大路上（Historic Journey）
・法醫密檔（Forensic Case Files）
・我的硬核社區（When We Pull Together）
・公元一六四四（A.D.1644）
・解密3D印表機（A Look Inside 3D Printers）
・往事如歌（Singers and Nation Builders）
・穿越海上絲綢之路（Tales from the Silk Road of the Sea）
・敢教日月換新天（Making a new china）
・旅順記憶（The Scar of Lushun）
・無畏的旅行（Fearless Journey）
・第三極（Roof Of The World）
・我們這五年（China Lives）
・從〈中國〉到中國（From Chung Kuo to China）
・月色無眠（Beijing after Midnight）
・大國工匠（Masters of Their Craft）
・遠方未遠 - 一帶一路上的華僑華人（Reaching Far: Overseas Chinese on the Belt and Road）
・中國創業者（China's Entrepreneurs）
・中國新疆 反恐前沿（Fighting Terrorism in Xinjiang）
・幕後黑手——「東伊運」與新疆暴恐（The Black Hand — ETIM and Terrorism in Xinjiang）
・巍巍天山——中國新疆反恐記憶（Tianshan: Still Standing - Memories of Fighting Terrorism in Xinjiang）
・暗流涌動——中國新疆反恐挑戰（The War in the Shadows: Challenges of Fighting Terrorism in Xinjiang）
・天山南北—中國新疆生活紀實（Beyond the Mountains: Life in Xinjiang）

## 首播紀錄片名單
首播清單如下：
- 《空中看香港》（Hong Kong, a View from the Air）（7月1日將於0:00上映，並在日間時間播放12次）
- 文化：《如果國寶會說話》（Every Treasure Tells a Story） 、《中國的寶藏》（China's Greatest Treasures） 、《稻米之路》（The Journey of Rice） 、《一城一味》（Taste City）
- 自然：《祁連山國家公園》（Qilian Mountain National Park） 、《蔚藍之境》（The Blue World） 、《自然守護者》（Guardians of Nature）
- 科學類：《大國建造》（Remarkable construction） 、《Hi，火星》（Hi, Mars） 、《大工告成》（Airport for the Future）

## 香港地區廣播格式

### 港台電視34（數碼版）
H.264格式，寬高比16:9，DTMB制式，音效以杜比數碼AC3編碼，兩條AC-3位流，每位流一般為兩聲道，亦會因應節目而提供環迴立體聲效果。
港台電視34與港台電視31、港台電視32及港台電視33共同於一條頻寬大約21.5Mbps（兆位/秒）的單頻網。

### 數碼港台電視34（經有線網絡公共天線傳送數碼版）
如大廈的公共天線系統是由有線電視負責，將會有一個經594MHz傳送的港台電視31、32、33、34節目訊號。四個電視節目台的節目內容與大氣電波廣播的522MHz完全相同，唯一分別是頻道名稱前面會加上「數碼」兩字。